# ジークフリート・ギーディオン
- ジークフリード・ギーディオン

ジークフリート・ギーディオン（Sigfried Giedion、1888年8月14日 - 1968年4月10日）は、スイスの建築史家、都市史家、建築評論家、美術評論家、建築及び都市の研究者。

## 経歴
1888年、スイス・レングナウで生まれた。スイスとドイツで教育を受けた。当初工学を専攻したが、後にミュンヘン大学に進学して美術史を専攻、ハインリヒ・ヴェルフリンに師事した。1922年に博士号取得。1928年結成の近代建築国際会議CIAMに参画し、最終の1956年の第10回まで、同会書記長を務めた。
1938年、ハーバード大学に客員として招かれ、チャールズ・エルオット・ノートン記念講演を行った。このときの講義録とゼミナール記録をまとめたものが代表作『空間・時間・建築』である。その後も1941年から1945年まで引き続き訪米して講義を行った。
1946年、スイス連邦工科大学ETHの教授に就任。この間もアメリカ合衆国、マサチューセッツ工科大学MITの客員教授を務めた。1968年に死去。

## 著書
- Spätbarocker und romantischer Klassizismus，München，1922年（『18世紀末期と19世紀初頭との比較考証』学位論文）
- Bauen in Frankreich, Bauen in Eisen, Bauen in Eisenbeton, Leipzig: Klinkhardt & Biermann，1928（『空間・時間・建築』の第3章の基調）
- Walter Gropius，Paris，1931（ワルター・グロピウスの作品集，1954年版の前身）
- Space，Time and Architecture，Harvard University Press，Cambridge 1941.（イタリア語版，1953；ドイツ語版 1965）

日本語版『空間・時間・建築』1955
- Mechanization Takes Command，a Contribution to anonymous history，0xford Univers Press，New York，1948．
- A Decade of Contemporary Architecture，Zurich．1954（CIAMの第6回会議の報告と1937-1947年の世界各国の近代建築の作品譜）
- Walter Gropius Work and Teamwork，Reinhold Pub．New York，1954（ワルター・グロピウスの作品集）．
- Architektur und Gemeinschaft，Rowohlts Deutsche Enzyklopaedie，Vol.18，Hamburg，1955（英語版1958)

日本語版『現代建築の発展』生田勉・樋口清訳、みすず書房 1961
- The Eternal Present,Vol.1 The Eeginningsof Art，Pantheon，New York．1962

日本語版『永遠の現在： 美術の起源　不変と変化に関する一考察』江上披見・木村重信訳、東京大学出版会 1968